# Трофей на Траян
Траяновият трофей или трофеят на Траян е монумент в село Адамклиси, Северна Добруджа, днешна Румъния, построен от император Траян през 109 година в римската провинция Мизия в чест на победата му над даките  през 102 г. в битката при Тапае. Монументът е издигнат символично на мястото, където в 92 година е победен XXI Хищнически легион. До неговото изграждане на мястото има олтар, върху стените на който са изписани имената на 3000 легионери и ауксилиарии погинали тук в битка за републиката.
Архитектурата на Траяновия трофей е вдъхновена от мавзолея на Август. Посветен е на римския бог на войната Марс, като на монумента с 54 метопа са изобразени различни битки на римските легиони с враговете на империята, по-голямата част от които са се провели между 48 и 54 година. Метопите днес се пазят в музея край Траяновия трофей, а един е в Цариград. Монументът има за цел да послужи като предупреждение към племената в близост до новозавоюваната провинция Дакия.
Оригиналният монумент не е оцелял до наши дни, но на мястото му e изградена негова реконструкция-възстановка от времето на румънския диктатор Николае Чаушеску (1977 година).
- Метоп № 6
- Метопът в Истанбул